# Staré Sedlo (Stádlec)
Staré Sedlo (německy Altsattel) je malá vesnice, část obce Stádlec v okrese Tábor v Jihočeském kraji. Nachází se asi dva kilometry jihozápadně od Stádlce. Prochází zde silnice II/122. Staré Sedlo leží v katastrálním území Staré Sedlo u Stádlce o rozloze 3,94 km².

## Historie
Pravěké osídlení krajiny v okolí Starého Sedla dokládá kromě blízkého pohřebiště také o něco mladší depot bronzových předmětů nalezený roku 1926 v místech s pomístním názvem Za Kovárnou. Poklad obsahoval 32 kusů bronzu: jehlice, náramky, srpy, sekerku, části koňského postroje ad.
První písemná zmínka o vesnici pochází z roku 1412.

## Obyvatelstvo
| Rok            | 1869 | 1880 | 1890 | 1900 | 1910 | 1921 | 1930 | 1950 | 1961 | 1970 | 1980 | 1991 | 2001 | 2011 | 2021 |
| -------------- | ---- | ---- | ---- | ---- | ---- | ---- | ---- | ---- | ---- | ---- | ---- | ---- | ---- | ---- | ---- |
| Počet obyvatel | 197  | 213  | 198  | 203  | 216  | 207  | 169  | 141  | 147  | 135  | 111  | 84   | 84   | 79   | 90   |
| Počet domů     | 34   | 37   | 37   | 37   | 36   | 36   | 37   | 42   | 42   | 41   | 33   | 40   | 42   | 43   | 47   |

## Obecní správa
Při sčítání lidu v letech 1850–1879 Staré Sedlo bylo osadou obce Dobronice u Bechyně v okrese Milevsko. V letech 1880–1959 bylo samostatnou obcí v okrese Milevsko. Od roku 1960 je částí obce Stádlec v okrese Tábor.

## Pamětihodnosti
- Ve vesnici se nachází kaple. Nad vchodem do kaple je umístěná deska na počest padlým v první světové válce.
- Další kaple se nachází v polích za vsí.
- U příjezdové komunikace do vesnice se nalézá vysoký kamenný kříž.
- V lese Na Bezinkách se nachází pohřebiště mohylových kultur ze střední doby bronzové. Mohyly, částečně prokopané ve druhé polovině devatenáctého století, mají průměr až šestnáct metrů a dosahují výšky až jeden metr.[4]

## Galerie

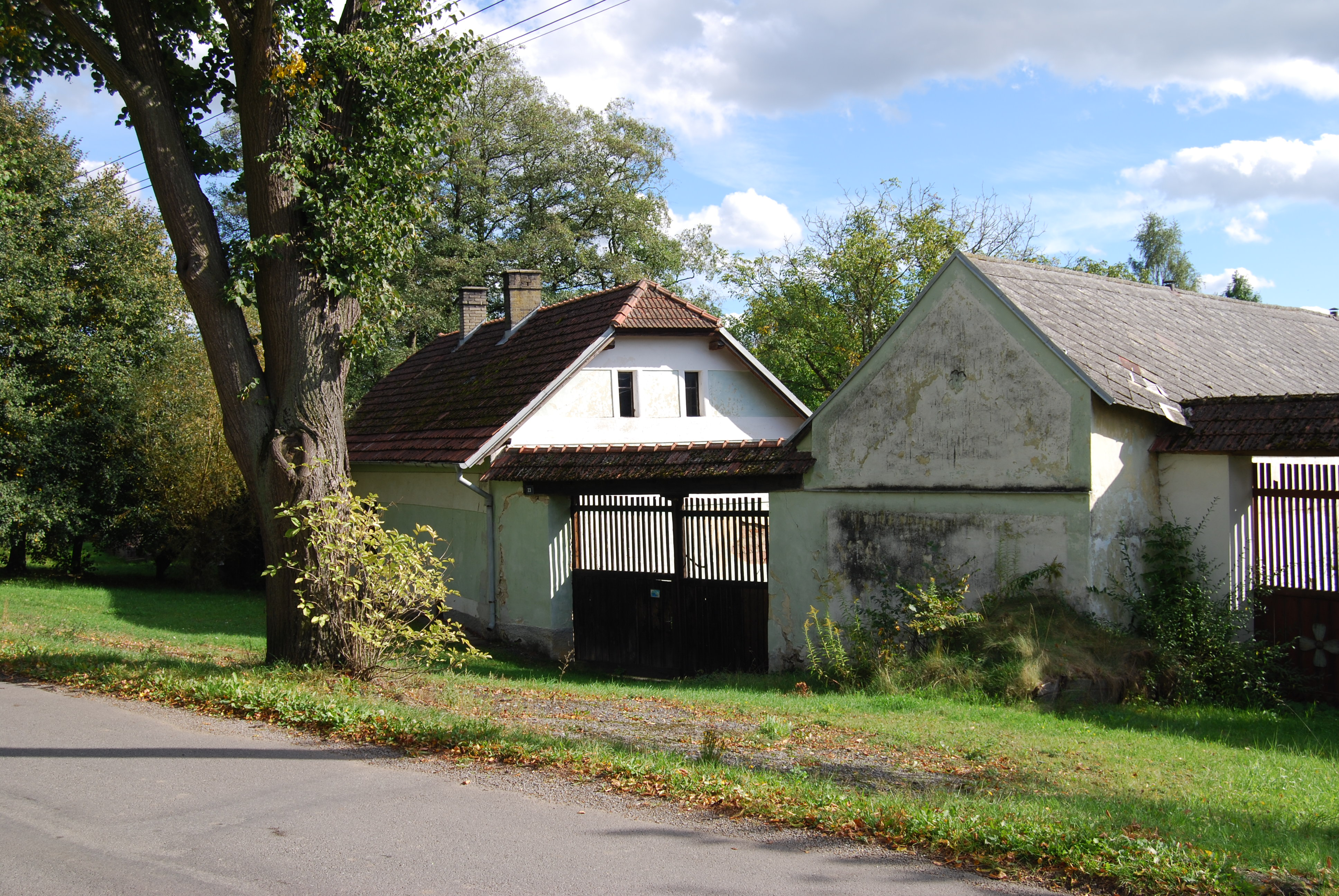
Stavení ve vesnici
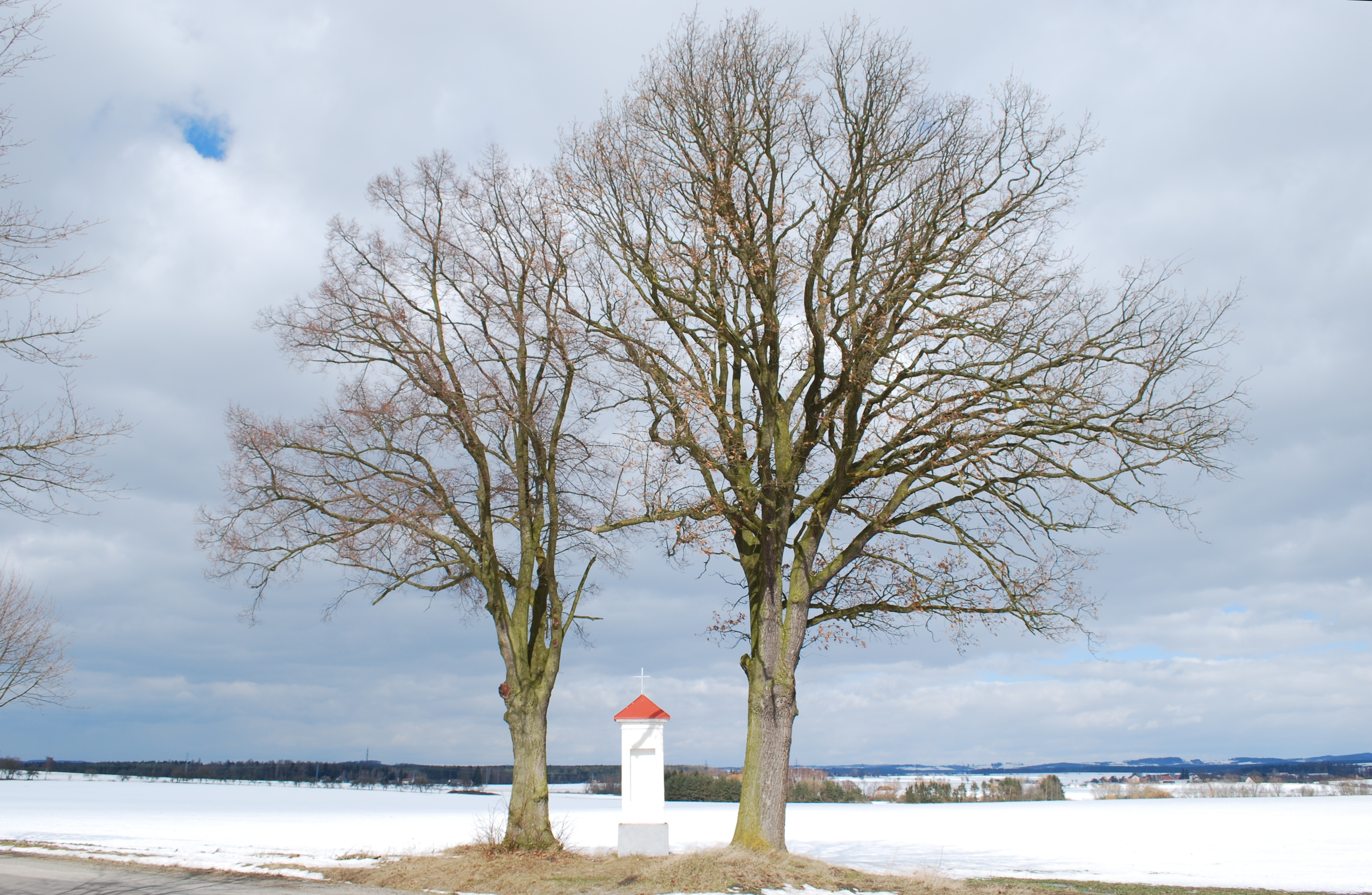
Kaple v polích
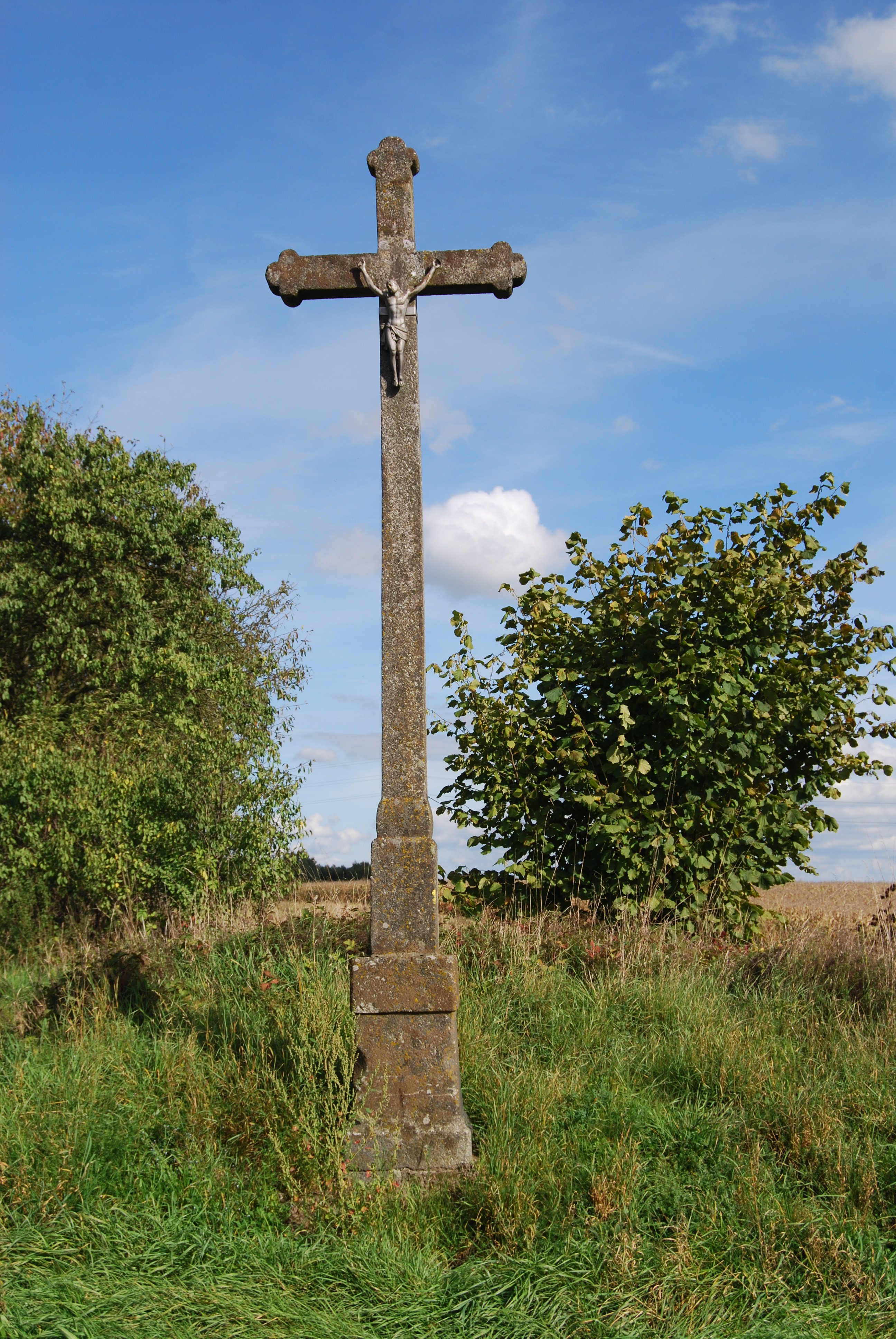
Kříž před vsí